# كيغوغنولا (بافيا)
كيغوغنولا (بالإيطالية: Cigognola)‏ هي بلدة تقع في مقاطعة بافيا بإقليم لومبارديا في شمال إيطاليا. تبلغ مساحة هذه المدينة 8 (كم²)، وترتفع عن سطح البحر م، بلغ عدد سكانها 1386 نسمة في عام 2004 حسب إحصاء المعهد الوطني للإحصاء.

## السكان
في سنة 1861 بلغ عدد السكان 1٬726 نسمة، وتطور العدد ليصل في سنة 2011 لـ 1٬363 نسمة.
يظهر هذا المخطط البياني تطور النمو السكاني لـ كيغوغنولا (بافيا)